# Communauté de communes de l'Uzège
La communauté de communes de l'Uzège est un ancien établissement public de coopération intercommunale du département français du Gard.
Il a fusionné, le 1er janvier 2013, avec la communauté de communes du Grand Lussan, pour former la communauté de communes Pays d'Uzès.

## Composition
Il comprenait 15 communes à sa disparition :
- Aigaliers
- Arpaillargues-et-Aureillac
- Blauzac
- Flaux
- La Capelle-et-Masmolène
- Montaren-et-Saint-Médiers
- Moussac[1]
- Saint-Hippolyte-de-Montaigu
- Saint-Maximin
- Saint-Quentin-la-Poterie
- Saint-Siffret
- Saint-Victor-des-Oules
- Sanilhac-Sagriès
- Serviers-et-Labaume
- Uzès
- Vallabrix

Géographiquement, ce territoire qui comprend toutes les communes du canton d'Uzès, est situé au centre d'un quadrilatère, entre les agglomérations de Nîmes, Alès, Avignon et Bagnols-sur-Cèze. 

## Historique
La communauté de communes de l'Uzège s'est créée le 17 décembre 2001 sous l'impulsion de l'Amicale des maires du canton d'Uzès et de son président, Jean-Luc Chapon. Au départ, seules quatorze communes composaient cette communauté ; Aigaliers rejoignit la communauté quelques mois après. 
Lors de la création, en 2002, Jean-Luc Chapon, maire et conseiller général UDF d'Uzès a été élu à l'unanimité président de la communauté de communes de l'Uzège. Cette unanimité de départ n'a pas duré, puisque la communauté a commencé à se politiser dès 2003[réf. nécessaire] et les demandes d'adhésion de dix communes voisines, refusées par le président, et encore plus en 2004 lorsque Jean-Luc Chapon a perdu son siège de conseiller général, battu par Denis Bouad, maire de Blauzac (PS) et également conseiller communautaire. 
Cette opposition a conduit lors du renouvellement du conseil communautaire de 2008 à voir Jean-Luc Chapon battu à la présidence par madame Nicole Perez, maire de Flaux (SE) à 11 voix contre 9 pour le président sortant. 
Noter que, depuis sa création en 2002, la communauté de communes de l'Uzège est désignée par l'acronyme CCU.

## Le conseil communautaire
Le conseil communautaire de la communauté de communes de l'Uzège est composé de 20 conseillers issus des quinze conseils municipaux qui la composent. 
Cette assemblée délibérante se réunit régulièrement et de façon publique dans l'une des quinze communes membres afin de traiter des affaires de la communauté.

### Présidence
| Période | Période | Identité        | Étiquette | Qualité        |
| ------- | ------- | --------------- | --------- | -------------- |
| 2002    | 2008    | Jean-Luc Chapon | UMP       | Maire d'Uzès   |
| 2008    | 2012    | Nicole Pérez    | SE        | Maire de Flaux |

La dernière présidente de la communauté de communes fut, du 11 avril 2008 à sa disparition, Nicole Perez, maire de Flaux.